# Typhoon Noruda
Taifuu no Noruda (яп. 台風のノルダ Тайфу: но Норуда, букв.«Тайфун Норуды») — короткометражный аниме-фильм режиссёра Ёдзиро Араи, выпущенный Studio Colorido 5 июня 2015 года.

## Сюжет
Действие фильма происходит на отдалённом и изолированном японском острове, где в местной средней школе готовятся к фестивалю культуры. Главный герой Сюити Адзума постоянно ссорится со своим лучшим другом Кэнтой. Однажды он сталкивается с девушкой по имени Норуда, на которой надето загадочное ожерелье. Сюити набирается смелости, чтобы помочь этой очаровательной девушке, по неизвестным причинам оказавшейся посреди шторма.

## Персонажи
Сюити Адзума (яп. 東シュウイチ Адзума Сю:ити) — главный герой.
Сэйю: Сюхэй Номура
Кэнта Сайдзё (яп. 其方 美鈴 Сайдзё: Кэнта) — друг детства Сюити, постоянно с ним спорит и ссорится.
Сэйю: Дайти Канэко
Норуда (яп. ノルダ) — главная героиня, являющейся инопланетянкой, прилетевшей с другой планеты.
Сэйю: Кая Киёхара
Все остальные персонажи являются эпизодическими.